# Giorgio Serafini (Regisseur)
Giorgio Serafini (* 3. April 1962 in Brüssel) ist ein italienisch-amerikanischer Filmregisseur und Drehbuchautor. Eigenen Angaben zufolge war er der letzte Regisseur, den der italienische Filmproduzent Goffredo Lombardo vor seinem Tod entdeckte.

## Leben und Werk
Serafini kam im belgischen Brüssel als Kind italienischer Einwanderer zur Welt. Erste Filmerfahrungen sammelte er ab dem Alter von acht oder neun Jahren, als er mit der Super-8-Kamera seiner Eltern Kurzfilme drehte. Er absolvierte die Europäische Schule in Brüssel und schrieb sich anschließend an der Université libre de Bruxelles ein. Mit 23 Jahren verließ er die Stadt.
Seine erste professionelle Arbeit in der Filmindustrie war 1990 der Dokumentarfilm Le murs de sable über italienische Weltkriegsgefangene in Texas. Er zog 1994 in die USA und begann erst ab 2003, „viel Primetime-Drama für das italienische Fernsehen zu drehen“, bevor 2010 mit Game of Death mit Wesley Snipes sein erster Actionfilm folgte. Später schlossen sich u. a. die Dolph-Lundgren-Filme Lethal Punisher: Kill or Be Killed und Blood of Redemption an, letzterer auch mit Billy Zane und Vinnie Jones.
Serafini, der 2004 amerikanischer Staatsbürger wurde, ist verheiratet und Vater eines Sohnes.

## Filmografie (Auswahl)
- 1992: Blu notte
- 1996: The Garbage Man
- 2002: Texas 46
- 2009: Il falco e la colomba (Serie)
- 2010: Game of Death
- 2013: Blood of Redemption
- 2014: Hard Rush
- 2019: Pegasus: Pony with a Broken Wing
- 2019: The Tracker
- 2021: Senior Moment